# 奥林匹克运动会男子赛艇奖牌得主列表
奥林匹克运动会男子赛艇奖牌得主列表列出在奥林匹克运动会赛艇比赛男子项目中获得奖牌的运动员。男子赛艇自1900年首届奥林匹克运动会举办以来一直是正式奥运项目。

## 现有项目

### 单人双桨
| 届数                     | 金牌                                | 银牌                                      | 铜牌                                       |
| 1900 巴黎 （詳細）       | 埃尔曼·巴勒莱 · 法国（FRA）         | 安德烈·戈丹 · 法国（FRA）                 | 圣-乔治·阿什 · 英国（GBR）                 |
| 1904 圣路易斯 （詳細）   | 弗兰克·格里尔 · 美国（USA）         | 詹姆斯·朱文纳尔 · 美国（USA）             | 康斯坦斯·提图斯 · 美国（USA）              |
| 1908 伦敦 （詳細）       | 哈里·布莱克斯塔夫 · 英国（GBR）     | 亚历山大·麦卡洛克 · 英国（GBR）           | 伯恩哈德·冯·加扎 · 德国（GER）             |
| 1908 伦敦 （詳細）       | 哈里·布莱克斯塔夫 · 英国（GBR）     | 亚历山大·麦卡洛克 · 英国（GBR）           | 莱维茨基·卡罗伊 · 匈牙利（HUN）            |
| 1912 斯德哥尔摩 （詳細） | 沃利·金尼尔 · 英国（GBR）           | 波利多尔·韦尔曼 · 比利时（BEL）           |                                            |
| 1912 斯德哥尔摩 （詳細） | 沃利·金尼尔 · 英国（GBR）           | 波利多尔·韦尔曼 · 比利时（BEL）           | Mart Kuusik · 俄罗斯（RUS）                |
| 1920 安特卫普 （詳細）   | 老约翰·B·凯利 · 美国（USA）         | 杰克·贝雷斯福德 · 英国（GBR）             | 达西·哈德菲尔德 · 新西兰（NZL）            |
| 1924 巴黎 （詳細）       | 杰克·贝雷斯福德 · 英国（GBR）       | 威廉·吉尔 · 美国（USA）                   | 约瑟夫·施奈德 · 瑞士（SUI）                |
| 1928 阿姆斯特丹 （詳細） | 博比·皮尔斯 · （AUS）               | 肯·迈尔斯 · 美国（USA）                   | 戴维·科利特 · 英国（GBR）                  |
| 1932 洛杉矶 （詳細）     | 博比·皮尔斯 · （AUS）               | 威廉·米勒 · 美国（USA）                   | 吉列尔莫·道格拉斯 · 乌拉圭（URU）          |
| 1936 柏林 （詳細）       | 古斯塔夫·舍费尔 · 德国（GER）       | 约瑟夫·哈泽内尔 · 奥地利（AUT）           | Dan Barrow · 美国（USA）                   |
| 1948 伦敦 （詳細）       | 默文·伍德 · （AUS）                 | 爱德华多·里索 · 乌拉圭（URU）             | 罗莫洛·卡塔斯塔 · 意大利（ITA）            |
| 1952 赫尔辛基 （詳細）   | 尤里·秋卡洛夫 · 苏联（URS）         | 默文·伍德 · （AUS）                       | 特奥多尔·科采尔卡 · 波兰（POL）}           |
| 1956 墨尔本 （詳細）     | 维亚切斯拉夫·伊万诺夫 · 苏联（URS） | 斯图尔特·麦肯齐 · （AUS）                 | John B. Kelly Jr. · 美国（USA）            |
| 1960 罗马 （詳細）       | 维亚切斯拉夫·伊万诺夫 · 苏联（URS） | 阿希姆·希尔 · 德国联队（EUA）             | 特奥多尔·科采尔卡 · 波兰（POL）            |
| 1964 东京 （詳細）       | 维亚切斯拉夫·伊万诺夫 · 苏联（URS） | 阿希姆·希尔 · 德国联队（EUA）             | 戈特弗里德·科特曼 · 瑞士（SUI）            |
| 1968 墨西哥城 （詳細）   | 扬·维内塞 · 荷兰（NED）             | 约亨·迈斯纳 · 西德（FRG）                 | 阿尔韦托·德米迪 · 阿根廷（ARG）            |
| 1972 慕尼黑 （詳細）     | Yury Malyshev · 苏联（URS）         | 阿尔韦托·德米迪 · 阿根廷（ARG）           | 沃尔夫冈·居尔登普芬尼希 · 东德（GDR）      |
| 1976 蒙特利尔 （詳細）   | 佩尔蒂·卡尔皮宁 · 芬兰（FIN）       | 彼得-米夏埃尔·科尔贝 · 西德（FRG）        | 约阿希姆·德赖夫克 · 东德（GDR）            |
| 1980 莫斯科 （詳細）     | 佩尔蒂·卡尔皮宁 · 芬兰（FIN）       | Vasil Yakusha · 苏联（URS）               | 彼得·克斯滕 · 东德（GDR）                  |
| 1984 洛杉矶 （詳細）     | 佩尔蒂·卡尔皮宁 · 芬兰（FIN）       | 彼得-米夏埃尔·科尔贝 · 西德（FRG）        | 罗伯特·米尔斯 (赛艇运动员) · 加拿大（CAN） |
| 1988 首尔 （詳細）       | 托马斯·朗格 · 东德（GDR）           | 彼得-米夏埃尔·科尔贝 · 西德（FRG）        | 埃里克·维尔东克 · 新西兰（NZL）            |
| 1992 巴塞罗那 （詳細）   | 托马斯·朗格 · 德国（GER）           | 瓦茨拉夫·哈卢帕 · 捷克斯洛伐克（TCH）     | 卡耶坦·布罗涅夫斯基 · 波兰（POL）          |
| 1996 亚特兰大 （詳細）   | 泽诺·穆勒 · 瑞士（SUI）             | 德里克·波特 · 加拿大（CAN）               | 托马斯·朗格 · 德国（GER）                  |
| 2000 悉尼 （詳細）       | 罗布·沃德尔 · 新西兰（NZL）         | 泽诺·穆勒 · 瑞士（SUI）                   | 马塞尔·哈克尔 · 德国（GER）                |
| 2004 雅典 （詳細）       | 奥拉夫·蒂夫特 · 挪威（NOR）         | 于里·扬松 · 爱沙尼亚（EST）               | 伊沃·亚纳奇耶夫 · 保加利亚（BUL）          |
| 2008 北京 （詳細）       | 奥拉夫·蒂夫特 · 挪威（NOR）         | 翁德热·西内克 · 捷克（CZE）               | 马埃·德赖斯代尔 · 新西兰（NZL）            |
| 2012 伦敦 （詳細）       | 马埃·德赖斯代尔 · 新西兰（NZL）     | 翁德热·西内克 · 捷克（CZE）               | 艾伦·坎贝尔 · 英国（GBR）                  |
| 2016 里约热内卢 （詳細） | 马埃·德赖斯代尔 · 新西兰（NZL）     | 达米尔·马丁 · 克罗地亚（CRO）             | 翁德热·西内克 · 捷克（CZE）                |
| 2020 东京 （詳細）       | 斯特凡诺斯·杜斯科斯 · 希腊（GRE）   | 谢蒂尔·博克 · 挪威（NOR）                 | 达米尔·马丁 · 克罗地亚（CRO）              |
| 2024 巴黎 （詳細）       | 奥利弗·蔡德勒 · 德国（GER）         | 叶夫根尼·佐洛托伊 · 个人中立运动员（AIN） | 西蒙·范多普 · 荷兰（NED）                  |

### 双人单桨
| 届数                     | 金牌                                            | 银牌                                                  | 铜牌                                                  |
| 1904 圣路易斯 （詳細）   | 罗伯特·法纳姆 · / 约瑟夫·瑞安（美国）           | 约翰·马尔卡希 · / 威廉·瓦利（美国）                   | 约翰·乔基姆 · / 约瑟夫·伯格（美国）                   |
| 1908 伦敦 （詳細）       | 约翰·芬宁 · / 戈登·汤姆森（英国）               | 乔治·费尔贝恩 · / 菲利普·弗登（英国）                 | 弗雷德里克·汤姆斯 · / 诺韦·杰克斯（加拿大）           |
| 1908 伦敦 （詳細）       | 约翰·芬宁 · / 戈登·汤姆森（英国）               | 乔治·费尔贝恩 · / 菲利普·弗登（英国）                 | 马丁·施坦克 · / 维利·迪斯科夫（德国）                 |
| 1912–1920                | 未列入奥运项目                                  | 未列入奥运项目                                        | 未列入奥运项目                                        |
| 1924 巴黎 （詳細）       | 滕·拜嫩 · / 维利·勒辛赫（荷兰）                 | 莫里斯·莫内-布东 · / 乔治·皮奥（法国）                | 无人获奖                                              |
| 1928 阿姆斯特丹 （詳細） | 库尔特·默施特 · / 布鲁诺·米勒（德国）           | 特伦斯·奥布赖恩 · / 罗伯特·尼斯比特（英国）           | 保罗·麦克道尔 · / 约翰·施米特（美国）                 |
| 1932 洛杉矶 （詳細）     | 刘易斯·克莱夫 · / 休·爱德华兹（英国）           | 西里尔·斯泰尔斯 · / 兰吉·汤普森（新西兰）             | 亨里克·布津斯基 · / 扬·克伦兹-米科瓦伊恰克（波兰）    |
| 1936 柏林 （詳細）       | 维利·艾希霍恩 · / 胡戈·施特劳斯（德国）         | Harry Larsen · / Richard Olsen（丹麦）                | 奥拉西奥·波德斯塔 · / Julio Curatella（阿根廷）       |
| 1948 伦敦 （詳細）       | 杰克·威尔逊 · / 兰·劳里（英国）                 | 汉斯·卡尔特 · / 约瑟夫·卡尔特（瑞士）                 | 费利切·法内蒂 · / 布鲁诺·博尼（意大利）               |
| 1952 赫尔辛基 （詳細）   | 查利·洛格 · / 汤姆·普赖斯（美国）               | Michel Knuysen · / Bob Baetens（比利时）              | 库尔特·施密德 · / 汉斯·卡尔特（瑞士）                 |
| 1956 墨尔本 （詳細）     | 詹姆斯·菲弗 · / 杜瓦尔·赫克特（美国）           | Igor Buldakov · / Viktor Ivanov（苏联）               | 约瑟夫·克洛伊姆施泰因 · / 阿尔弗雷德·扎格德（奥地利） |
| 1960 罗马 （詳細）       | Valentin Boreyko · / 奥列格·戈洛瓦诺夫（苏联）  | 约瑟夫·克洛伊姆施泰因 · / 阿尔弗雷德·扎格德（奥地利） | 韦利·莱赫泰莱 · / 托伊米·皮特凯宁（芬兰）             |
| 1964 东京 （詳細）       | 乔治·亨格福德 · / 罗杰·杰克逊（加拿大）         | Steven Blaisse · / Ernst Veenemans（荷兰）            | 米夏埃尔·施万 · / 沃尔夫冈·霍滕罗特（德国联队）       |
| 1968 墨西哥城 （詳細）   | 约尔格·卢克 · / 海因茨-于尔根·博特（东德）      | 拉里·霍夫 · / 托尼·约翰逊（美国）                     | Peter Christiansen · / Ib Larsen（丹麦）              |
| 1972 慕尼黑 （詳細）     | 西格弗里德·布里茨克 · / 沃尔夫冈·马格（东德）   | 海因里希·菲舍尔 · / 阿尔弗雷德·巴赫曼（瑞士）         | Roel Luynenburg · / Ruud Stokvis（荷兰）              |
| 1976 蒙特利尔 （詳細）   | 贝恩德·兰德福格特 · / 约尔格·兰德福格特（东德） | 卡尔文·科菲 · / 迈克·斯坦斯（美国）                   | 彼得·范罗耶 · / 托马斯·施特劳斯（西德）               |
| 1980 莫斯科 （詳細）     | 贝恩德·兰德福格特 · / 约尔格·兰德福格特（东德） | Yuriy Pimenov · / Nikolay Pimenov（苏联）             | 查尔斯·威金 · / 马尔科姆·卡迈克尔（英国）             |
| 1984 洛杉矶 （詳細）     | 彼得鲁·约苏布 · / 瓦莱尔·托马（罗马尼亚）       | 费尔南多·克利门特 · / Luis María Lasúrtegui（西班牙） | 汉斯·芒努斯·格雷佩鲁德 · / 斯韦勒·勒肯（挪威）        |
| 1988 首尔 （詳細）       | 安迪·霍姆斯 · / 史蒂夫·雷德格雷夫（英国）       | 德努茨·多布雷 · / 德拉戈什·内亚古（罗马尼亚）         | 萨迪克·穆伊基奇 · / 博扬·普列舍伦（南斯拉夫）         |
| 1992 巴塞罗那 （詳細）   | 马修·平森特 · / 史蒂夫·雷德格雷夫（英国）       | 科林·冯·埃廷斯豪森 · / 彼得·赫尔岑拜因（德国）        | 伊兹托克·乔普 · / 德尼斯·日韦盖利（斯洛文尼亚）       |
| 1996 亚特兰大 （詳細）   | 马修·平森特 · / 史蒂夫·雷德格雷夫（英国）       | 戴维·韦特曼 · / 罗布·斯科特（）                       | 米歇尔·安德里厄 · / 让-克里斯托夫·罗兰（法国）        |
| 2000 悉尼 （詳細）       | 米歇尔·安德里厄 · / 让-克里斯托夫·罗兰（法国）  | 爱德华·墨菲 · / 塞巴斯蒂安·比（美国）                 | 马修·朗 · / 詹姆斯·汤姆金斯（）                       |
| 2004 雅典 （詳細）       | 德鲁·吉恩 · / 詹姆斯·汤姆金斯（）               | 西尼沙·斯凯林 · / 尼克沙·斯凯林（克罗地亚）           | 多诺万·切赫 · / 拉蒙·迪克莱门特（南非） 西尼沙·斯凯林 |
| 2008 北京 （詳細）       | 德鲁·吉恩 · / 邓肯·弗里（）                     | 戴维·考尔德 · / 斯科特·弗兰德森（加拿大）             | 内森·特沃德尔 · / 乔治·布里奇沃特（新西兰）           |
| 2012 伦敦 （詳細）       | 埃里克·默里 · / 哈米什·邦德（新西兰）           | 热尔曼·夏尔丹 · / 多里安·莫尔特莱特（法国）           | 乔治·纳什 · / 威尔·萨奇（英国）                       |
| 2016 里约热内卢 （詳細） | 埃里克·默里 · / 哈米什·邦德（新西兰）           | 劳伦斯·布里顿 · / 肖恩·基林（南非）                   | 马尔科·迪科斯坦佐 · / 乔瓦尼·阿巴尼亚莱（意大利）     |
| 2020 东京 （詳細）       | 马丁·辛科维奇 · / 瓦伦特·辛科维奇（克罗地亚）   | 马里乌斯·科兹缪克 · / 奇普里安·图多瑟（罗马尼亚）     | 弗雷德里克·维斯塔维尔 · / 约阿希姆·苏顿（丹麦）       |
| 2024 巴黎 （詳細）       | 马丁·辛科维奇 · / 瓦伦特·辛科维奇（克罗地亚）   | 奥利弗·温-格里菲思 · / 托马斯·乔治（英国）            | 罗曼·勒厄斯利 · / 安德林·古利希（瑞士）               |

### 双人双桨
| 届数                     | 金牌                                                | 银牌                                              | 铜牌                                                   |
| 1904 圣路易斯 （詳細）   | 约翰·马尔卡希 · / 威廉·瓦利（美国）                 | 詹姆斯·麦克洛克林 · / John Hoben（美国）          | Joseph Ravannack · / John Wells（美国）                |
| 1908–1912                | 未列入奥运项目                                      | 未列入奥运项目                                    | 未列入奥运项目                                         |
| 1920 安特卫普 （詳細）   | 保罗·科斯特洛 · / 老约翰·B·凯利（美国）             | 彼得罗·安诺尼 · / 埃尔米尼奥·多内斯（意大利）     | 加斯东·吉朗 · / 阿尔弗雷德·普莱（法国）                |
| 1924 巴黎 （詳細）       | 保罗·科斯特洛 · / 老约翰·B·凯利（美国）             | Marc Detton · / Jean-Pierre Stock（法国）         | Rudolf Bosshard · / Heini Thoma（瑞士）                |
| 1928 阿姆斯特丹 （詳細） | 保罗·科斯特洛 · / 查尔斯·麦基尔文（美国）           | 约瑟夫·赖特 · / 杰克·格斯特（加拿大）             | 莱奥·洛泽特 · / 维克托·弗莱斯尔（奥地利）              |
| 1932 洛杉矶 （詳細）     | 肯·迈尔斯 · / 威廉·吉尔摩（美国）                   | 赫伯特·布茨 · / 格哈德·伯策伦（德国）             | 查尔斯·普拉特 · / 诺埃尔·德米勒（加拿大）              |
| 1936 柏林 （詳細）       | 杰克·贝雷斯福德 · / 迪克·索思伍德（英国）           | 维利·凯德尔 · / 约阿希姆·皮尔施（德国）           | 罗歇·韦雷 · / 耶日·乌斯图普斯基（波兰）                |
| 1948 伦敦 （詳細）       | 迪基·伯内尔 · / 伯特·布什内尔（英国）               | Ebbe Parsner · / Aage Larsen（丹麦）              | William Jones · / Juan Rodríguez（乌拉圭）             |
| 1952 赫尔辛基 （詳細）   | 特兰奎洛·卡波佐 · / 爱德华多·格雷罗（阿根廷）       | Heorhiy Zhylin · / Ihor Yemchuk（苏联）           | Miguel Seijas · / Juan Rodríguez（乌拉圭）             |
| 1956 墨尔本 （詳細）     | Aleksandr Berkutov · / Yuriy Tyukalov（苏联）       | Pat Costello · / James Gardiner（美国）           | 默里·赖利 · / 默文·伍德（）                            |
| 1960 罗马 （詳細）       | 瓦茨拉夫·科扎克 · / 帕维尔·施密特（捷克斯洛伐克）   | Aleksandr Berkutov · / Yuriy Tyukalov（苏联）     | Ernst Hürlimann · / Rolf Larcher（瑞士）               |
| 1964 东京 （詳細）       | Oleg Tyurin · / Boris Dubrovskiy（苏联）            | 西摩·克伦威尔 · / 吉姆·斯托姆（美国）             | 弗拉迪米尔·安德尔斯 · / 帕维尔·霍夫曼（捷克斯洛伐克）  |
| 1968 墨西哥城 （詳細）   | Aleksandr Timoshinin · / Anatoliy Sass（苏联）      | Harry Droog · / Leendert van Dis（荷兰）          | John Nunn · / Bill Maher（美国）                       |
| 1972 慕尼黑 （詳細）     | Aleksandr Timoshinin · / Gennadi Korshikov（苏联）} | 弗兰克·汉森 · / Svein Thøgersen（挪威）           | 约阿希姆·伯默尔 · / 汉斯-乌尔里希·施米德（东德）       |
| 1976 蒙特利尔 （詳細）   | 弗兰克·汉森 · / 阿尔夫·汉森（挪威）                 | 克里斯·贝利厄 · / 迈克尔·哈特（英国）             | 于尔根·贝尔托 · / 汉斯-乌尔里希·施米德（东德）         |
| 1980 莫斯科 （詳細）     | 约阿希姆·德赖夫克 · / 克劳斯·克勒佩林（东德）       | 佐兰·潘契奇 · / 米洛拉德·斯塔努洛夫（南斯拉夫）   | 兹德涅克·佩茨卡 · / 瓦茨拉夫·沃霍斯卡（捷克斯洛伐克）} |
| 1984 洛杉矶 （詳細）     | 布拉德·艾伦·刘易斯 · / 保罗·恩奎斯特（美国）        | Pierre-Marie Deloof · / Dirk Crois（比利时）      | 佐兰·潘契奇 · / 米洛拉德·斯塔努洛夫（南斯拉夫）        |
| 1988 首尔 （詳細）       | 尼科·林克斯 · / 罗纳德·弗洛赖因（荷兰）             | Beat Schwerzmann · / Ueli Bodenmann（瑞士）       | Oleksandr Marchenko · / Vasil Yakusha（苏联）          |
| 1992 巴塞罗那 （詳細）   | 彼得·安东尼 · / 斯蒂芬·霍金斯（）                   | 阿诺尔德·容克 · / 克里斯托夫·策布斯特（奥地利）   | 尼科·林克斯 · / 亨克-扬·兹沃莱（荷兰）                 |
| 1996 亚特兰大 （詳細）   | 阿戈斯蒂诺·阿巴尼亚莱 · / 达维德·蒂扎诺（意大利）   | Steffen Størseth · / Kjetil Undset（挪威）        | Frédéric Kowal · / Samuel Barathay（法国）             |
| 2000 悉尼 （詳細）       | 卢卡·什皮克 · / 伊兹托克·乔普（斯洛文尼亚）         | 奥拉夫·蒂夫特 · / Fredrik Bekken（挪威）          | 乔瓦尼·卡拉布雷塞 · / 尼古拉·萨尔托里（意大利）        |
| 2004 雅典 （詳細）       | 塞巴斯蒂安·维埃耶当 · / 阿德里安·阿迪（法国）       | 伊兹托克·乔普 · / 卢卡·什皮克（斯洛文尼亚）       | 罗萨诺·加尔塔罗萨 · / 阿莱西奥·萨尔托里（意大利）      |
| 2008 北京 （詳細）       | 戴维·克劳谢 · / 斯科特·布伦南（）                   | Tõnu Endrekson · / 于里·扬松（爱沙尼亚）          | 马修·韦尔斯 · / 斯蒂芬·罗博特姆（英国）                |
| 2012 伦敦 （詳細）       | 内森·科恩 · / 约瑟夫·沙利文（新西兰）               | 阿莱西奥·萨尔托里 · / 罗马诺·巴蒂斯蒂（意大利）   | 卢卡·什皮克 · / 伊兹托克·乔普（斯洛文尼亚）            |
| 2016 里约热内卢 （詳細） | 马丁·辛科维奇 · / 瓦伦特·辛科维奇（克罗地亚）       | 明道加斯·格里什科尼斯 · / 绍柳斯·里特尔（立陶宛） | 谢蒂尔·博克 · / 奥拉夫·蒂夫特（挪威）                  |
| 2020 东京 （詳細）       | 雨果·布舍龙 · / 马蒂厄·安德罗迪亚（法国）           | 梅尔文·特维拉尔 · / 斯特凡·布罗宁克（荷兰）       | 刘治宇 · / 张亮（中国）                                |
| 2024 巴黎 （詳細）       | 安德烈·科尔内亚 · / 马里安·埃纳凯（罗马尼亚）       | 梅尔文·特维拉尔 · / 斯特凡·布罗宁克（荷兰）       | 戴里·林奇 · / 菲利普·多伊尔（爱尔兰）                  |

### 轻量级双人双桨
| 届数                     | 金牌                                      | 银牌                                                | 铜牌                                                      |
| 1996 亚特兰大 （詳細）   | 米夏埃尔·吉尔 · / 马库斯·吉尔（瑞士）     | Maarten van der Linden · / Pepijn Aardewijn（荷兰） | 布鲁斯·希克 · / 安东尼·爱德华兹（）                       |
| 2000 悉尼 （詳細）       | 托马什·库哈尔斯基 · / 罗伯特·瑟奇（波兰） | 埃利亚·卢伊尼 · / 莱奥纳尔多·佩蒂纳里（意大利）     | 帕斯卡尔·图龙 · / 蒂博·沙佩勒（法国）                     |
| 2004 雅典 （詳細）       | 托马什·库哈尔斯基 · / 罗伯特·瑟奇（波兰） | 弗雷德里克·迪富尔 · / 帕斯卡尔·图龙（法国）         | Vasileios Polymeros · / Nikolaos Skiathitis（希腊）       |
| 2008 北京 （詳細）       | 扎克·珀切斯 · / 马克·亨特（英国）         | Dimitrios Mougios · / Vasileios Polymeros（希腊）}  | 马斯·拉斯穆森 · / 拉斯穆斯·奎斯特（丹麦）                 |
| 2012 伦敦 （詳細）       | 马斯·拉斯穆森 · / 拉斯穆斯·奎斯特（丹麦） | 扎克·珀切斯 · / 马克·亨特（英国）                   | 斯托姆·乌鲁 · / 彼得·泰勒（新西兰）                       |
| 2016 里约热内卢 （詳細） | 皮耶·烏恩 · / 热雷米·阿祖（法国）         | 加里·奥多诺万 · / 保罗·奥多诺万（爱尔兰）           | 克里斯托弗·布伦 · / 阿雷·斯特兰德里（挪威）               |
| 2020 东京 （詳細）       | 芬坦·麦卡锡 · / 保罗·奥多诺万（爱尔兰）   | 约纳坦·罗梅尔曼 · /雅松·奥斯博尔内（德国）          | 斯特凡诺·奥波 · / 彼得罗·鲁塔（意大利）                   |
| 2024 巴黎 （詳細）       | 芬坦·麦卡锡 · / 保罗·奥多诺万（爱尔兰）   | 斯特凡诺·奥波 · / 加布里埃尔·索阿雷斯（意大利）     | 彼得罗斯·格凯扎齐斯 · / 安东尼奥斯·帕帕康斯坦丁努（希腊） |

### 四人单桨
| 届数                     | 金牌                                                                                    | 银牌                                                                                        | 铜牌 |
| 1904 圣路易斯 （詳細）   | 美国（USA） · 阿瑟·斯托克霍夫 · 奥古斯特·厄克 · 乔治·迪茨 · 艾伯特·纳斯                 | 美国（USA） · 弗雷德里克·休里格 · 马丁·福马纳克 · 查尔斯·阿曼 · 迈克尔·贝格利               | 美国（USA） · 格斯·沃尔格 · 约翰·弗赖塔格 · 卢·海姆 · 弗兰克·达默斯                                                                                     |
| 1908 伦敦 （詳細）       | 英国（GBR） · 科利尔·卡德莫尔 · 詹姆斯·安格斯·吉兰 · 邓肯·麦金农 · 约翰·萨默斯-史密斯   | 英国（GBR） · 菲利普·菲利耶尔 · 哈罗德·巴克 · 约翰·芬宁 · 戈登·汤姆森                       | 加拿大（CAN） · 戈登·鲍尔弗 · 比彻·盖尔 · 查尔斯·里迪 · 杰弗里·泰勒 · 荷兰（NED） · 赫夫特·赫尔曼努斯 · 艾尔伯图斯·维尔斯玛 · 约翰·伯克 · 伯纳德斯·克龙 |
| 1912–1920                | 未列入奥运项目                                                                          | 未列入奥运项目                                                                              | 未列入奥运项目 |
| 1924 巴黎 （詳細）       | 英国（GBR） · 马克斯韦尔·埃利 · 詹姆斯·麦克纳布 · 罗伯特·莫里森 · 特伦斯·桑德斯         | 加拿大（CAN） · 阿奇博尔德·布莱克 · 乔治·麦凯 · 科林·芬利森 · 威廉·伍德                     | 瑞士（SUI） · 埃米尔·阿尔布雷希特 · 阿尔弗雷德·普罗布斯特 · 欧根·西格 · 汉斯·瓦尔特                                                                     |
| 1928 阿姆斯特丹 （詳細） | 英国（GBR） · 约翰·兰德 · 迈克尔·沃里纳 · 理查德·比斯利 · 爱德华·沃恩·贝文              | 美国（USA） · 查尔斯·卡利 · 威廉·米勒 · 乔治·希利斯 · 欧内斯特·拜尔                         | 意大利（ITA） · 切萨雷·罗西 · 彼得罗·弗雷斯基 · 翁贝托·博纳德 · 保罗·真纳里                                                                             |
| 1932 洛杉矶 （詳細）     | 英国（GBR） · 约翰·巴德科克 · 休·爱德华兹 · 杰克·贝雷斯福德 · 罗兰·乔治                 | 德国（GER） · 卡尔·阿勒特 · 恩斯特·加贝尔 · 瓦尔特·弗林施 · 汉斯·迈尔                       | 意大利（ITA） · 安东尼奥·吉亚尔代洛 · 弗朗切斯科·科苏 · 吉利安特·德斯特 · 安东尼奥·加尔佐尼·普罗文扎尼                                                  |
| 1936 柏林 （詳細）       | 德国（GER） · 鲁道夫·埃克施泰因 · 安东·罗姆 · 马丁·卡尔 · 威廉·梅内                     | 英国（GBR） · 马丁·布里斯托 · 艾伦·巴雷特 · 彼得·杰克逊 · 约翰·斯特罗克                     | 瑞士（SUI） · 赫尔曼·贝查特 · 汉斯·霍姆贝格尔 · 亚历克斯·霍姆贝格尔 · 卡尔·施密德                                                                       |
| 1948 伦敦 （詳細）       | 意大利（ITA） · 朱塞佩·莫约利 · 埃利奥·莫里莱 · 乔瓦尼·因韦尔尼齐 · 佛朗哥·法吉         | 丹麦（DEN） · Helge Halkjær · Aksel Bonde · Helge Muxoll Schrøder · Ib Larsen               | 美国（USA） · 弗雷德·金斯伯里 · 斯图·格里芬 · 格雷格·盖茨 · 罗伯特·佩鲁                                                                                 |
| 1952 赫尔辛基 （詳細）   | 南斯拉夫（YUG） · 杜耶·博纳契奇 · 韦利米尔·瓦伦塔 · 马特·特罗亚诺维奇 · 佩塔尔·舍格维奇 | 法国（FRA） · 皮埃尔·布隆迪奥 · 让-雅克·吉萨尔 · 马克·布伊苏 · 罗歇·戈蒂埃                  | 芬兰（FIN） · 韦科·洛米 · Kauko Wahlsten · 奥伊瓦·洛米 · 劳里·内瓦莱宁                                                                                  |
| 1956 墨尔本 （詳細）     | 加拿大（CAN） · 阿奇博尔德·麦金农 · 洛恩·卢默 · 沃尔特·东特 · 唐纳德·阿诺德             | 美国（USA） · John Welchli · 约翰·麦金利 · 阿特·麦金利 · James McIntosh                     | 法国（FRA） · René Guissart · 伊夫·德拉库尔 · 加斯东·梅西耶 · 居伊·吉亚贝尔                                                                             |
| 1960 罗马 （詳細）       | 美国（USA） · 阿瑟·艾罗尔特 · 特德·纳什 · 约翰·塞尔 · 拉斯蒂·韦尔斯                     | 意大利（ITA） · 图利奥·巴拉利亚 · 雷纳托·博萨塔 · 贾恩卡洛·克罗斯塔 · 朱塞佩·加兰特         | 苏联（URS） · Igor Akhremchik · Yuriy Bachurov · Valentin Morkovkin · Anatoly Tarabrin                                                                  |
| 1964年东京 （詳細）      | 丹麦（DEN） · 约翰·厄斯泰兹 · 比约恩·哈斯勒夫 · 埃里克·彼得森 · 库尔特·赫尔穆特         | 英国（GBR） · 约翰·拉塞尔 · 休·沃德尔-耶伯勒 · 威廉·巴里 · 约翰·詹姆斯                      | 美国（USA） · 杰弗里·皮卡德 · 迪克·莱昂 · Ted Mittet · 特德·纳什                                                                                        |
| 1968 墨西哥城 （詳細）   | 东德（GDR） · 弗兰克·福尔贝格尔 · 弗兰克·吕勒 · 迪特尔·格兰 · 迪特尔·舒伯特             | 匈牙利（HUN） · 迈利什·佐尔坦 · 切尔迈伊·约瑟夫 · 绍尔洛什·哲尔吉 · Antal Melis             | 意大利（ITA） · 雷纳托·博萨塔 · 皮耶尔·安杰洛·孔蒂·曼齐尼 · 图利奥·巴拉利亚 · 阿布拉莫·阿尔比尼                                                         |
| 1972 慕尼黑 （詳細）     | 东德（GDR） · 弗兰克·福尔贝格尔 · 弗兰克·吕勒 · 迪特尔·格兰 · 迪特尔·舒伯特             | 新西兰（NZL） · 迪克·汤克斯 · 达德利·斯托里 · 罗斯·科林奇 · 诺埃尔·米尔斯                   | 西德（FRG） · 约阿希姆·埃里希 · 彼得·丰内克特 · 弗朗茨·黑尔德 · 沃尔夫冈·普洛特克                                                                       |
| 1976 蒙特利尔 （詳細）   | 东德（GDR） · 西格弗里德·布里茨克 · 安德烈亚斯·德克尔 · 斯特凡·泽姆勒 · 沃尔夫冈·马格   | 挪威（NOR） · Ole Nafstad · Arne Bergodd · 芬恩·特韦特 · 罗尔夫·安德烈亚森                  | 苏联（URS） · Raul Arnemann · Nikolay Kuznetsov · Valeriy Dolinin · Anushavan Gassan-Dzhalalov                                                          |
| 1980 莫斯科 （詳細）     | 东德（GDR） · 于尔根·蒂勒 · 安德烈亚斯·德克尔 · 斯特凡·泽姆勒 · 西格弗里德·布里茨克     | 苏联（URS） · Aleksey Kamkin · Valeriy Dolinin · Aleksandr Kulagin · Vitali Eliseev         | 英国（GBR） · 约翰·贝蒂 · Ian McNuff · 戴维·汤森 · 马丁·克罗斯                                                                                          |
| 1984 洛杉矶 （詳細）     | 新西兰（NZL） · 莱斯·奥康奈尔 · 沙恩·奥布赖恩 · 康拉德·罗伯逊 · 基思·特拉斯克           | 美国（USA） · 戴维·克拉克 · 乔纳森·史密斯 · Phillip Stekl · 艾伦·福尼                       | 丹麦（DEN） · 米凯尔·耶森 · 拉尔斯·尼尔森 · 佩尔·拉斯穆森 · 埃里克·克里斯蒂安森                                                                         |
| 1988 首尔 （詳細）       | 东德（GDR） · 罗兰·施罗德 · 拉尔夫·布鲁德尔 · 奥拉夫·弗尔斯特 · 托马斯·格赖纳           | 美国（USA） · Raoul Rodriguez · Thomas Bohrer · 理查德·肯内利 · David Krmpotich             | 西德（FRG） · 吉多·格拉博 · 福尔克尔·格拉博 · 诺贝特·凯斯劳 · 约尔格·普特利茨                                                                           |
| 1992 巴塞罗那 （詳細）   | （AUS） · 安德鲁·库珀 · 尼克·格林 · 迈克·麦凯 · 詹姆斯·汤姆金斯                         | 美国（USA） · 杰弗里·麦克劳克林 · 道格·伯登 · Thomas Bohrer · 帕特里克·曼宁                 | 斯洛文尼亚（SLO） · 米兰·扬沙 · 萨迪克·穆伊基奇 · 萨绍·米里亚尼奇 · 亚尼·克莱门契奇                                                                     |
| 1996 亚特兰大 （詳細）   | （AUS） · 尼克·格林 · 德鲁·吉恩 · 詹姆斯·汤姆金斯 · 迈克·麦凯                           | 法国（FRA） · 贝特朗·韦克滕 · 奥利维耶·蒙瑟莱 · 达尼埃尔·福谢 · 吉勒·博斯凯                 | 英国（GBR） · 格雷格·瑟尔 · 琼尼·瑟尔 · Rupert Obholzer · 蒂姆·福斯特                                                                                   |
| 2000 悉尼 （詳細）       | 英国（GBR） · 詹姆斯·克拉克内尔 · 史蒂夫·雷德格雷夫 · 蒂姆·福斯特 · 马修·平森特         | 意大利（ITA） · 瓦尔特·莫莱亚 · 里卡尔多·代罗西 · 洛伦佐·卡尔邦奇尼 · 卡洛·莫尔纳蒂         | （AUS）} · 詹姆斯·斯图尔特 · Ben Dodwell · 杰夫·斯图尔特 · 博·汉森                                                                                      |
| 2004 雅典 （詳細）       | 英国（GBR） · 史蒂夫·威廉斯 · 詹姆斯·克拉克内尔 · 埃德·库德 · 马修·平森特               | 加拿大（CAN） · 卡梅伦·贝格 · 托马斯·赫希米勒 · 杰克·韦策尔 · 巴尼·威廉斯                   | 意大利（ITA） · 洛伦佐·波尔齐奥 · 达里奥·登塔莱 · 卢卡·阿加门诺尼 · 拉法埃洛·莱奥纳尔多                                                                 |
| 2008 北京 （詳細）       | 英国（GBR） · 汤姆·詹姆斯 · 史蒂夫·威廉斯 · 皮特·里德 · 安德鲁·特里格斯·霍奇            | （AUS） · 马特·瑞安 · 詹姆斯·马伯格 · 卡梅伦·麦肯齐-麦克哈格 · Francis Hegerty              | 法国（FRA） · 朱利安·德普雷斯 · 邦雅曼·龙多 · 热尔曼·夏尔丹 · 多里安·莫尔特莱特                                                                         |
| 2012 伦敦 （詳細）       | 英国（GBR） · 亚历克斯·格雷戈里 · 穆罕默德·斯比希 · 皮特·里德 · 安德鲁·特里格斯·霍奇    | （AUS） · 詹姆斯·查普曼 · 乔希·邓克利-史密斯 · 德鲁·吉恩 · 威尔·洛克伍德                    | 美国（USA） · 查利·科尔 · 斯科特·高尔特 · Glenn Ochal · 亨里克·鲁梅尔                                                                                   |
| 2016 里约热内卢 （詳細） | 英国（GBR） · 亚历克斯·格雷戈里 · 汤姆·詹姆斯 · 乔治·纳什 · 康斯坦丁·洛洛迪斯           | （AUS） · 威尔·洛克伍德 · 乔希·邓克利-史密斯 · 乔希·布思 · 亚历山大·希尔                    | 意大利（ITA） · 多梅尼科·蒙特罗内 · 马泰奥·卡斯塔尔多 · 马泰奥·洛多 · 朱塞佩·维奇诺                                                                     |
| 2020 东京 （詳細）       | （AUS） · 亚历山大·珀内尔 · 斯彭切尔·图林 · 杰克·哈格里夫斯 · 亚历山大·希尔             | 罗马尼亚（ROU） · 米赫伊策·齐格内斯库 · 穆古雷尔·塞姆丘克 · 斯特凡·贝拉留 · 科斯明·帕斯卡里 | 意大利（ITA） · 马泰奥·卡斯塔尔多 · 马泰奥·洛多 · 朱塞佩·维奇诺 · 马尔科·迪科斯坦佐 · 布鲁诺·罗塞蒂（赛前退出）                                         |
| 2024 巴黎 （詳細）       | 美国（USA） · 尼克·米德 · 贾斯廷·贝斯特 · 迈克尔·格雷迪 · 利亚姆·科里根                 | 新西兰（NZL） · 奥利弗·麦克林 · 洛根·乌尔里克 · 汤姆·默里 · 马特·麦克唐纳                   | 英国（GBR） · 奥利弗·威尔克斯 · 戴维·安布勒 · 马特·奥尔德里奇 · 弗雷迪·戴维森                                                                           |

### 四人双桨
| 届数                     | 金牌                                                                                             | 银牌                                                                                  | 铜牌                                                                                                |
| 1976 蒙特利尔 （詳細）   | 东德（GDR） · 沃尔夫冈·居尔登普芬尼希 · 吕迪格·赖歇 · 卡尔-海因茨·布瑟特 · 米夏埃尔·沃尔夫格拉姆 | 苏联（URS） · Yevgeniy Duleyev · Yuriy Yakimov · Aivars Lazdenieks · Vytautas Butkus  | 捷克斯洛伐克（TCH） · 雅罗斯拉夫·黑勒布兰德 · 兹德涅克·佩茨卡 · 瓦茨拉夫·沃霍斯卡 · 弗拉德克·拉齐纳 |
| 1980 莫斯科 （詳細）     | 东德（GDR） · 弗兰克·敦德尔 · 卡斯滕·邦克 · 乌韦·黑普纳 · 马丁·温特                              | 苏联（URS） · Yuriy Shapochka · Evgeni Barbakov · Valeri Kleshnyov · Mykola Dovhan    | 保加利亚（BUL） · Mincho Nikolov · Lyubomir Petrov · Ivo Rusev · Bogdan Dobrev                      |
| 1984 洛杉矶 （詳細）     | 西德（FRG） · 阿尔贝特·黑德里希 · 雷蒙德·赫尔曼 · 迪特尔·维登曼 · 米夏埃尔·迪施                  | （AUS） · 保罗·里迪 · 加里·古洛克 · 蒂莫西·麦克拉伦 · 安东尼·洛夫里奇                 | 加拿大（CAN） · 道格·汉密尔顿 · 迈克·休斯 · 菲尔·蒙克顿 · 布鲁斯·福特                               |
| 1988 首尔 （詳細）       | 意大利（ITA） · 阿戈斯蒂诺·阿巴尼亚莱 · 达维德·蒂扎诺 · 詹卢卡·法里纳 · 皮耶罗·波利              | 挪威（NOR） · 阿尔夫·汉森 · 罗尔夫·托森 · 拉尔斯·比约内斯s · Vetle Vinje              | 东德（GDR） · 延斯·克彭 · 斯特芬·齐尔克 · 斯特芬·博格斯 · 海科·哈伯曼                               |
| 1992 巴塞罗那 （詳細）   | 德国（GER） · 安德烈亚斯·哈耶克 · 米夏埃尔·施泰因巴赫 · 斯特凡·福尔克特 · 安德烈·维尔姆斯        | 挪威（NOR） · Kjetil Undset · Per Sætersdal · 拉尔斯·比约内斯 · 罗尔夫·托森           | 意大利（ITA） · 亚历山德罗·科罗纳 · 詹卢卡·法里纳 · 罗萨诺·加尔塔罗萨 · 菲利波·索菲奇               |
| 1996 亚特兰大 （詳細）   | 德国（GER） · 安德烈亚斯·哈耶克 · 斯特凡·福尔克特 · 安德烈·施泰纳 · 安德烈·维尔姆斯              | 美国（USA） · 蒂姆·扬 · 埃里克·米勒 · 布赖恩·贾米森 · 贾森·盖尔斯                     | （AUS） · 贾努什·胡克 · 博·汉森 · 邓肯·弗里 · 罗纳德·斯努克                                         |
| 2000 悉尼 （詳細）       | 意大利（ITA） · 阿戈斯蒂诺·阿巴尼亚莱 · 阿莱西奥·萨尔托里 · 罗萨诺·加尔塔罗萨 · 西莫内·拉伊内里  | 荷兰（NED） · Jochem Verberne · Dirk Lippits · 迪德里克·西蒙 · 米希尔·巴尔特曼        | 德国（GER） · 马尔科·盖斯勒 · 安德烈亚斯·哈耶克 · 斯特凡·福尔克特 · 安德烈·维尔姆斯                 |
| 2004 雅典 （詳細）       | 俄罗斯（RUS） · Nikolay Spinyov · Igor Kravtsov · Aleksey Svirin · Sergey Fedorovtsev            | 捷克（CZE） · 达维德·科普日瓦 · 托马什·卡拉斯 · 雅各布·哈纳克 · 达维德·伊尔卡         | 乌克兰（UKR） · Sergij Grin · Serhiy Biloushchenko · Oleh Lykov · Leonid Shaposhnykov               |
| 2008 北京 （詳細）       | 波兰（POL） · 康拉德·瓦谢莱夫斯基 · 马雷克·科尔博维奇 · 米哈乌·耶林斯基 · 亚当·科罗尔            | 意大利（ITA） · 卢卡·阿加门诺尼 · 西莫内·韦涅尔 · 罗萨诺·加尔塔罗萨 · 西莫内·拉伊内里 | 法国（FRA） · 乔纳森·科菲克 · 皮埃尔-让·佩尔蒂埃 · 朱利安·巴安 · 塞德里克·贝雷斯特                  |
| 2012 伦敦 （詳細）       | 德国（GER） · 卡尔·舒尔策 · 菲利普·文德 · 劳里茨·朔夫 · 蒂姆·格罗曼                              | 克罗地亚（CRO） · 达维德·沙因 · 马丁·辛科维奇 · 达米尔·马丁 · 瓦伦特·辛科维奇         | （AUS） · 克里斯·摩根 · 卡斯滕·福斯特林 · 詹姆斯·麦克雷 · 丹尼尔·努南                               |
| 2016 里约热内卢 （詳細） | 德国（GER） · 菲利普·文德 · 劳里茨·朔夫 · 卡尔·舒尔策 · 汉斯·格鲁内                              | （AUS） · 卡斯滕·福斯特林 · 亚历山大·别洛诺戈夫 · 卡梅伦·格德尔斯通 · 詹姆斯·麦克雷   | 爱沙尼亚（EST） · 安德烈·詹姆萨 · 阿拉尔·拉贾 · 托努·安德烈克松 · 卡斯帕·泰姆索                     |
| 2020 东京 （詳細）       | 荷兰（NED） · 迪尔克·艾滕博哈德 · 阿贝·维尔斯马 · 托内·维滕 · 科恩·梅采马克斯                    | 英国（GBR） · 哈里·利斯克 · 安格斯·格鲁姆 · 汤姆·巴拉斯 · 杰克·博蒙特                 | （AUS） · 杰克·克利里 · 凯莱布·安蒂尔 · 卡梅伦·格德尔斯通 · 卢克·莱彻                               |
| 2024 巴黎 （詳細）       | 荷兰（NED） · 伦纳特·范利罗普 · 芬恩·弗洛赖因 · 托内·维滕 · 科恩·梅采马克斯                      | 意大利（ITA） · 卢卡·基乌门托 · 卢卡·兰巴尔迪 · 贾科莫·真蒂利 · 安德烈亚·帕尼扎       | 波兰（POL） · 法比安·巴兰斯基 · 马特乌什·比斯库普 · 多米尼克·恰亚 · 米罗斯瓦夫·津塔尔斯基           |

### 八人单桨
| 届数                     | 金牌 | 银牌 | 铜牌 |
| 1900 巴黎 （詳細）       | 美国（USA） · 比尔·卡尔 · 哈里·德贝克 · 约翰·埃克斯利 · 约翰·盖格 · 埃德温·赫德利 · 詹姆斯·朱文纳尔 · 罗斯科·洛克伍德 · 爱德华·马什 · 路易斯·埃布尔                                           | 比利时（BEL） · Jules De Bisschop · Prosper Bruggeman · Oscar Dessomville · Oscar De Cock · Maurice Hemelsoet · Marcel Van Crombrugge · Frank Odberg · Maurice Verdonck · Alfred Van Landeghem | 荷兰（NED） · 弗朗索瓦·勃兰特 · Johannes van Dijk · 鲁洛夫·克莱因 · Ruurd Leegstra · Walter Middelberg · Hendrik Offerhaus · Walter Thijssen · Henricus Tromp · 赫尔曼纳斯·布罗克曼                          |
| 1904 圣路易斯 （詳細）   | 美国（USA） · 弗雷德里克·克雷瑟 · 迈克尔·格利森 · 弗兰克·谢尔 · 詹姆斯·弗拉纳根 · 查尔斯·阿姆斯特朗 · 哈里·洛特 · 约瑟夫·登普西 · 约翰·埃克斯利 · 路易斯·埃布尔                               | 加拿大（CAN） · 阿瑟·贝利 · 威廉·赖斯 · George Reiffenstein · 菲尔·博伊德 · 乔治·斯特兰奇 · 威廉·沃兹沃思 · 唐·麦肯齐 · 约瑟夫·赖特 · 托马斯·劳登                                              | 无人获奖 |
| 1908 伦敦 （詳細）       | 英国（GBR） · 艾伯特·格拉德斯通 · 弗雷德里克·塞普蒂默斯·凯利 · 班纳·约翰斯通 · 盖伊·尼克尔斯 · 查尔斯·伯内尔 · 罗纳德·桑德森 · 雷蒙德·埃瑟林顿-史密斯 · 亨利·巴克纳尔 · 吉尔克里斯特·麦克拉根 | 比利时（BEL） · Oscar Taelman · Marcel Morimont · Rémy Orban · Georges Mys · François Vergucht · Polydore Veirman · Oscar Dessomville · Rodolphe Poma · Alfred Van Landeghem                   | 加拿大（CAN） · 欧文·罗伯逊 · 约瑟夫·赖特 · 朱利叶斯·汤姆森 · 沃尔特·刘易斯 · 戈登·鲍尔弗 · 比彻·盖尔 · Charles Riddy · 杰弗里·泰勒 · Douglas Kertland                                                       |
| 1908 伦敦 （詳細）       | 英国（GBR） · 艾伯特·格拉德斯通 · 弗雷德里克·塞普蒂默斯·凯利 · 班纳·约翰斯通 · 盖伊·尼克尔斯 · 查尔斯·伯内尔 · 罗纳德·桑德森 · 雷蒙德·埃瑟林顿-史密斯 · 亨利·巴克纳尔 · 吉尔克里斯特·麦克拉根 | 比利时（BEL） · Oscar Taelman · Marcel Morimont · Rémy Orban · Georges Mys · François Vergucht · Polydore Veirman · Oscar Dessomville · Rodolphe Poma · Alfred Van Landeghem                   | 英国（GBR） · Frank Jerwood · 埃里克·鲍威尔 · 奥斯瓦尔德·卡弗 · 爱德华·威廉斯 · 亨利·戈德史密斯 · 哈罗德·基钦 · 约翰·伯恩 · 道格拉斯·斯图尔特 · 理查德·博伊尔                                                |
| 1912 斯德哥尔摩 （詳細） | 英国（GBR） · 埃德加·伯吉斯 · 悉尼·斯旺 · 莱斯利·沃莫尔德 · 尤尔特·霍斯福尔 · 詹姆斯·安格斯·吉兰 · 斯坦利·加顿 · 阿利斯特·柯比 · 菲利普·弗莱明 · 亨利·韦尔斯                                  | 英国（GBR） · 威廉·法伊森 · 威廉·帕克 · 托马斯·吉莱斯皮 · Beaufort Burdekin · 弗雷德里克·皮特曼 · 阿瑟·威金斯 · 查尔斯·利特尔约翰 · 罗伯特·伯恩 · 约翰·沃克                                    | 德国（GER） · 奥托·利宾 · 马克斯·布勒斯克 · 马克斯·费特尔 · 维利·巴托洛梅 · 弗里茨·巴托洛梅 · 维尔纳·德恩 · 鲁道夫·赖歇尔特 · Hans Matthiae · 库尔特·伦格                                                    |
| 1920 安特维普 （詳細）   | 美国（USA） · 弗吉尔·贾科米尼 · 埃德温·格雷夫斯 · 威廉·乔丹 · 爱德华·穆尔 · 奥尔登·桑伯恩 · 唐纳德·约翰斯顿 · 文斯·加拉格尔 · 克莱德·金 · 舍姆·克拉克                                         | 英国（GBR） · 尤尔特·霍斯福尔 · 盖伊·尼克尔斯 · 理查德·卢卡斯 · 沃尔特·詹姆斯 · 约翰·坎贝尔 · 塞巴斯蒂安·厄尔 · 拉尔夫·肖夫 · 悉尼·斯旺 · 罗宾·约翰斯通                                        | 挪威（NOR） · 特奥多尔·纳格 · 康拉德·奥尔森 · 阿道夫·尼尔森 · 哈康·埃林森 · 托勒·米克尔森 · 阿尔内·莫滕森 · 卡尔·纳格 · 托勒夫·托勒夫森 · 托拉尔夫·哈根                                                      |
| 1924 巴黎 （詳細）       | 美国（USA） · 伦纳德·卡彭特 · 霍华德·金斯伯里 · 艾尔弗雷德·林德利 · 约翰·米勒 · 詹姆斯·斯蒂尔曼·洛克菲勒 · 弗雷德里克·谢菲尔德 · 本杰明·斯波克 · 艾尔弗雷德·威尔逊 · 劳伦斯·斯托达德          | 加拿大（CAN） · 阿瑟·贝尔 · 罗伯特·亨特 · 威廉·兰福德 · 哈罗德·利特尔 · 约翰·史密斯 · 沃伦·斯奈德 · 诺曼·泰勒 · 威廉·华莱士 · 艾弗·坎贝尔                                                      | 意大利（ITA） · 安特·卡塔利尼奇 · 弗拉内·卡塔利尼奇 · 希蒙·卡塔利尼奇 · 朱塞佩·克里韦利 · 拉蒂诺·加拉索 · 佩塔尔·伊万诺夫 · 布鲁诺·索里奇 · 卡洛·托尼亚蒂 · 维托里奥·柳比奇                                  |
| 1928 阿姆斯特丹 （詳細） | 美国（USA） · 马文·斯塔尔德 · 约翰·布林克 · 弗朗西斯·弗雷德里克 · 威廉·汤普森 · 威廉·达利 · 詹姆斯·沃克曼 · 休伯特·考德威尔 · 彼得·唐隆 · 唐纳德·布莱辛                                       | 英国（GBR） · 杰米·汉密尔顿 · 盖伊·尼克尔斯 · 约翰·巴德科克 · 唐纳德·高兰 · 哈罗德·莱恩 · 戈登·基利克 · 杰克·贝雷斯福德 · 哈罗德·韦斯特 · 阿瑟·萨利                                            | 加拿大（CAN） · 弗雷德里克·赫奇斯 · 弗兰克·菲德斯 · 约翰·汉德 · 赫伯特·理查森 · 杰克·默多克 · Athol Meech · 埃德加·诺里斯 · 威廉·罗斯 · 约翰·唐纳利                                                          |
| 1932 洛杉矶 （詳細）     | 美国（USA） · 埃德温·索尔兹伯里 · 詹姆斯·布莱尔 · 邓肯·格雷格 · 戴维·邓拉普 · 伯顿·贾斯特拉姆 · 查尔斯·钱德勒 · 哈罗德·托尔 · 温斯洛·霍尔 · 诺里斯·格雷厄姆                                   | 意大利（ITA） · 维托里奥·乔尼 · 马里奥·巴莱里 · 雷纳托·布拉奇 · 迪诺·巴尔索蒂 · 罗伯托·韦斯特里尼 · 古列尔莫·德尔宾博 · 恩里科·加尔泽利 · 雷纳托·巴尔别里 · 切萨雷·米拉尼                      | 加拿大（CAN） · 厄尔·伊斯特伍德 · 约瑟夫·哈里斯 · Stanley Stanyar · 哈里·弗赖伊 · 锡德里克·利德尔 · 威廉·索伯恩 · 唐·博尔 · 艾伯特·泰勒 · 乔治·麦克唐纳                                                      |
| 1936 柏林 （詳細）       | 美国（USA） · 赫伯特·莫里斯 · 查尔斯·戴 · 戈登·亚当 · 约翰·怀特 · 詹姆斯·麦克米林 · 乔治·亨特 · 乔·兰茨 · 唐纳德·休姆 · 罗伯特·莫克                                                           | 意大利（ITA） · 古列尔莫·德尔宾博 · 迪诺·巴尔索蒂 · 奥雷斯特·格罗西 · 恩佐·巴尔托利尼 · 马里奥·凯卡奇 · 丹特·塞基 · 奥托里诺·夸列里尼 · 恩里科·加尔泽利 · 切萨雷·米拉尼                        | 德国（GER） · 阿尔弗雷德·里克 · 赫尔穆特·拉达赫 · 汉斯·库施克 · 海因茨·考夫曼 · 格尔德·弗尔斯 · 维尔纳·勒克勒 · 汉斯-约阿希姆·汉内曼 · 赫伯特·施密特 · 威廉·马洛                                             |
| 1948 伦敦 （詳細）       | 美国（USA） · 伊恩·特纳 · 戴维·特纳 · 詹姆斯·哈迪 · 乔治·阿尔格伦 · 劳埃德·巴特勒 · 戴维·布朗 · 贾斯特斯·史密斯 · 约翰·斯塔克 · 拉尔夫·珀切斯                                                 | 英国（GBR） · 克里斯托弗·巴顿 · Michael Lapage · 盖伊·理查森 · 保罗·伯彻 · 保罗·马西 · 查尔斯·劳埃德 · 戴维·梅里克 · 艾尔弗雷德·梅洛斯 · 杰克·迪尔洛夫                                         | 挪威（NOR） · Kristoffer Lepsøe · Thorstein Kråkenes · 汉斯·汉森 · 哈夫丹·格兰·奥尔森 · Harald Kråkenes · Leif Næss · 托尔·彼得森 · 卡尔·蒙森 · 西居尔·蒙森                                                  |
| 1952 赫尔辛基 （詳細）   | 美国（USA） · 弗兰克·莎士比亚 · 威廉·菲尔兹 · 詹姆斯·邓巴 · 理查德·墨菲 · 罗伯特·德特韦勒 · 亨利·普罗克特 · 韦恩·弗赖伊 · 爱德华·史蒂文斯 · 查尔斯·曼林                                       | 苏联（URS） · Yevgeny Brago · Vladimir Rodimushkin · Aleksey Komarov · Igor Borisov · Slava Amiragov · Leonid Gissen · Yevgeny Samsonov · Vladimir Kryukov · Igor Polyakov                     | （AUS） · 鲍勃·廷宁 · 欧内斯特·查普曼 · 尼姆罗德·格林伍德 · 戴维·安德森 · 杰夫·威廉森 · 默文·芬利 · 爱德华·佩因 · 菲尔·凯泽 · Tom Chessell                                                                   |
| 1956 墨尔本 （詳細）     | 美国（USA） · 托马斯·查尔顿 · 戴维·怀特 · 约翰·库克 · 唐纳德·比尔 · 考德威尔·埃塞尔斯廷 · 查尔斯·格兰姆斯 · 拉斯蒂·韦尔斯 · 罗伯特·莫里 · 威廉·贝克林                                         | 加拿大（CAN） · Philip Kueber · 理查德·麦克卢尔 · 罗伯特·威尔逊 · David Helliwell · 唐纳德·普雷蒂 · Bill McKerlich · 道格拉斯·麦克唐纳 · 劳伦斯·韦斯特 · Carlton Ogawa                         | （AUS） · 迈克尔·艾克曼 · David Boykett · 弗雷德·柯卡姆 · 吉姆·豪登 · 加思·曼顿 · 沃尔特·豪厄尔 · 阿德里安·蒙格 · 布赖恩·多伊尔 · 哈罗德·休伊特                                                              |
| 1960 罗马 （詳細）       | 德国联队（EUA） · 曼弗雷德·鲁尔夫斯 · 瓦尔特·施罗德 · 弗兰克·舍普克 · 克拉夫特·舍普克 · 卡尔-海因里希·冯·格罗德克 · 卡尔-海因茨·霍普 · 克劳斯·比特纳 · 汉斯·伦克 · 维利·帕德格                | 加拿大（CAN） · 唐纳德·阿诺德 · 沃尔特·东特 · 纳尔逊·库恩 · 约翰·莱基 · 洛恩·卢默 · 阿奇博尔德·麦金农 · Bill McKerlich · 格伦·默文 · Sohen Biln                                                | 捷克斯洛伐克（TCH） · 博胡米尔·亚瑙谢克 · 扬·因德拉 · 伊日·伦达克 · 斯坦尼斯拉夫·卢斯克 · 瓦茨拉夫·帕夫科维奇 · 卢杰克·波耶兹尼 · 扬·什韦达 · 约瑟夫·文图斯 · 米罗斯拉夫·科尼切克                            |
| 1964 东京 （詳細）       | 美国（USA） · 约瑟夫·阿姆隆 · 托马斯·阿姆隆 · 博伊斯·巴德 · 埃默里·克拉克 · 斯坦利·奎克林斯基 · 休·福利 · 比尔·克内克特 · 威廉·斯托 · 罗伯特·齐莫尼                                           | 德国联队（EUA） · 克劳斯·埃夫克 · 克劳斯·比特纳 · 卡尔-海因里希·冯·格罗德克 · 汉斯-于尔根·瓦尔布雷希特 · 克劳斯·贝伦斯 · 于尔根·施罗德 · 于尔根·普拉格曼 · 霍斯特·迈尔 · 托马斯·阿伦斯         | 捷克斯洛伐克（TCH） · 彼得·切尔马克 · 伊日·伦达克 · 扬·姆尔维克 · 尤利乌斯·托切克 · 约瑟夫·文图斯 · 卢杰克·波耶兹尼 · 博胡米尔·亚瑙谢克 · 里哈德·诺维 · 米罗斯拉夫·科尼切克                                  |
| 1968 墨西哥城 （詳細）   | 西德（FRG） · 霍斯特·迈尔 · 沃尔夫冈·霍滕罗特 · 迪尔克·施赖尔 · 埃格伯特·希施费尔德 · 吕迪格·亨宁 · 约尔格·西伯特 · 卢茨·乌布利希 · 尼科·奥特 · 贡特尔·蒂尔施                                 | （AUS） · 阿尔夫·杜瓦尔 · 戴维·道格拉斯s · 迈克尔·摩根 · John Ranch · 乔·法齐奥 · 加里·皮尔斯 · 彼得·迪克森 · 鲍勃·舍洛 · 艾伦·格罗弗                                                          | 苏联（URS） · Zigmas Jukna · Aleksandr Martyshkin · Antanas Bagdonavičius · Vytautas Briedis · Volodymyr Sterlik · Valentyn Kravchuk · Juozas Jagelavičius · Viktor Suslin · Yuriy Lorentsson                |
| 1972 慕尼黑 （詳細）     | 新西兰（NZL） · 托尼·赫特 · 维博·费尔德曼 · 迪克·乔伊斯 · 约翰·亨特 · 林赛·威尔逊 · 乔·厄尔 · 特雷弗·科克尔 · 加里·罗伯逊 · 西蒙·迪基                                                         | 美国（USA） · 劳伦斯·特里 · Franklin Hobbs · 皮特·雷蒙德 · 蒂姆·米克尔森 · 吉恩·克拉普 · 比尔·霍布斯 · 克利夫·利文斯顿 · 迈克·利文斯顿 · 保罗·霍夫曼                                           | 东德（GDR） · 汉斯-约阿希姆·博尔齐姆 · 约尔格·兰德福格特 · 哈罗尔德·迪姆克 · 曼弗雷德·施奈德 · 哈特穆特·施赖伯 · 曼弗雷德·施莫德 · 贝恩德·兰德福格特 · 海因里希·梅德罗 · 迪特马尔·施瓦茨                     |
| 1976 蒙特利尔 （詳細）   | 东德（GDR） · 贝恩德·鲍姆加特 · 戈特弗里德·德恩 · 维尔纳·克拉特 · 汉斯-约阿希姆·吕克 · 迪特尔·文迪施 · 罗兰·科斯图尔斯基 · 乌尔里希·卡纳茨 · 卡尔-海因茨·普鲁德尔 · 卡尔-海因茨·达尼洛夫斯基  | 英国（GBR） · 理查德·莱斯特 · John Yallop · 蒂姆·克鲁克斯 · 休·马西森 · 戴维·马克斯韦尔 · 吉姆·克拉克 · 弗雷德里克·斯莫尔本 · 伦尼·罗伯逊 · 帕特里克·斯威尼                                    | 新西兰（NZL） · 伊凡·萨瑟兰 · 特雷弗·科克尔 · 彼得·迪格南 · 林赛·威尔逊 · 乔·厄尔 · 戴夫·罗杰 · 亚历克·麦克莱恩 · 托尼·赫特 · 西蒙·迪基                                                                      |
| 1980 莫斯科 （詳細）     | 东德（GDR） · 贝恩德·克劳斯 · 汉斯-彼得·科佩 · 乌尔里希·康斯 · 约尔格·弗里德里希 · 延斯·多贝尔许茨 · 乌尔里希·卡纳茨 · 乌韦·杜林 · 贝恩德·赫英 · 克劳斯-迪特尔·路德维希                       | 英国（GBR） · 邓肯·麦克杜格尔 · 艾伦·惠特韦尔 · 亨利·克莱 · 克里斯·马奥尼 · 安德鲁·贾斯蒂斯 · 约翰·普里查德 · 马尔科姆·麦高恩 · 理查德·斯坦诺普 · 科林·莫伊尼汉                                | 苏联（URS） · Viktor Kokoshyn · Andriy Tishchenko · Aleksandr Tkachenko · Jonas Pinskus · Jonas Narmontas · Andrey Luhin · Oleksandr Mantsevych · Ihar Maystrenka · Hryhoriy Dmytrenko                       |
| 1984 洛杉矶 （詳細）     | 加拿大（CAN） · 布莱尔·霍恩 · 迪安·克劳福德 · 約翰·邁克·埃文斯 · 保罗·斯蒂尔 · 格兰特·梅因 · 马克·埃文斯 · 凯文·诺伊费尔德 · 帕特·特纳 · 布赖恩·麦克马洪                                      | 美国（USA） · Chip Lubsen · Andrew Sudduth · John Terwilliger · 克里斯·彭尼 · 汤姆·达林 · 弗雷德·博切尔特 · 查尔斯·克拉普 · Bruce Ibbetson · Bob Jaugstetter                                   | （AUS） · 克雷格·马勒 · Clyde Hefer · 塞缪尔·帕滕 · 蒂姆·威洛比 · 伊恩·埃德蒙兹 · 詹姆斯·巴特斯比 · 扬·波帕 · 斯蒂芬·埃文斯 · Gavin Thredgold                                                                |
| 1988 汉城 （詳細）       | 西德（FRG） · 巴内·拉贝 · 埃克哈特·舒尔茨 · 安斯加尔·韦斯林 · 沃尔夫冈·门尼希 · 马蒂亚斯·梅林豪斯 · 托马斯·默伦坎普 · 托马斯·多米安 · 阿明·艾希霍尔茨 · 曼弗雷德·克莱因                       | 苏联（URS） · Viktor Omelyanovich · Vasily Tikhonov · Andrey Vasilyev · Pavlo Hurkovskiy · Nikolay Kumarov · Aleksandr Lukvanov · Veniamin But · Viktor Diduk · Aleksandr Dumchev              | 美国（USA） · 迈克·泰蒂 · 乔纳森·史密斯 · 特德·巴顿 · 杰克·拉舍 · 彼得·诺德尔 · 杰弗里·麦克劳克林 · 道格·伯登 · 约翰·佩斯卡托雷 · 塞思·鲍尔                                                                  |
| 1992 巴塞罗那 （詳細）   | 加拿大（CAN） · 达伦·巴伯 · 安德鲁·克罗斯比 · 迈克尔·福格伦 · 罗伯特·马兰 · 特伦斯·保罗 · 德里克·波特 · 迈克尔·拉舍 · 布鲁斯·罗伯逊 · 约翰·华莱士                                             | 罗马尼亚（ROU） · 尤利克·鲁伊坎 · 维奥雷尔·塔拉潘 · 瓦西里·讷斯塔塞 · 加布里埃尔·马林 · 德努茨·多布雷 · 瓦伦丁·罗布 · 瓦西里·默斯特坎 · 伊万·维济蒂乌 · 马林·格奥尔基                          | 德国（GER） · 罗兰·巴尔 · 阿明·艾希霍尔茨 · 德特勒夫·基希霍夫 · 曼弗雷德·克莱因 · 巴内·拉贝 · 弗兰克·里希特 · 汉斯·森纳瓦尔德 · 托尔斯滕·施特雷佩尔霍夫 · 安斯加尔·韦斯林                                    |
| 1996 亚特兰大 （詳細）   | 荷兰（NED） · 科斯·马斯代克 · 罗纳德·弗洛赖因 · 耶龙·德伊斯特 · 米希尔·巴尔特曼 · 亨克-扬·兹沃莱 · 尼尔斯·范德兹万 · 尼尔斯·范斯特尼斯 · 迪德里克·西蒙 · 尼科·林克斯                          | 德国（GER） · 马克·克莱因施密特 · 德特勒夫·基希霍夫 · 沃尔弗拉姆·胡恩 · 罗兰·巴尔 · 马克·韦伯 · 乌尔里希·菲费斯 · 彼得·蒂德 · 托尔斯滕·施特雷佩尔霍夫 · 弗兰克·里希特                          | 俄罗斯（RUS） · Pavel Melnikov · Andrey Glukhov · Anton Chermashentsev · Aleksandr Lukyanov · Nikolay Aksyonov · Dmitry Rozinkevich · Sergey Matveyev · 罗曼·蒙琴科 · Vladimir Volodenkov · Vladimir Sokolov |
| 2000 悉尼 （詳細）       | 英国（GBR） · 安德鲁·林赛 · 本·亨特-戴维斯 · 西蒙·丹尼斯 · 路易斯·阿特里尔 · 卢卡·格鲁博尔 · 基兰·韦斯特 · 弗雷德·斯卡利特 · 史蒂夫·特拉普莫尔 · 罗利·道格拉斯                                | （AUS） · 克里斯蒂安·瑞安 · 阿拉斯泰尔·戈登 · Nick Porzig · Rob Jahrling · 迈克·麦凯 · 斯图尔特·韦尔奇 · 丹尼尔·伯克 · Jaime Fernandez · 布雷特·海曼                                           | 克罗地亚（CRO） · 伊戈尔·弗兰采蒂奇 · 蒂霍米尔·弗兰科维奇 · 托米斯拉夫·斯莫利亚诺维奇 · 尼克沙·斯凯林 · 西尼沙·斯凯林 · 克雷希米尔·丘利亚克 · 伊戈尔·博拉斯卡 · 布拉尼米尔·武耶维奇 · Silvijo Petriško       |
| 2004 雅典 （詳細）       | 美国（USA） · 贾森·里德 · 怀亚特·艾伦 · 克里斯·阿伦斯 · 约瑟夫·汉森 · 马特·迪金 · 丹·比里 · 博·胡普曼 · 布赖恩·沃尔彭海因 · 彼得·西波隆                                                       | 荷兰（NED） · 马泰斯·费尔伦加 · 吉斯·韦尔默朗 · 贾恩-威廉·加布里尔斯 · 丹尼尔·曼許 · 海尔特-贾恩·德克森 · 赫里特扬·艾根坎普 · 迪德里克·西蒙 · 米希尔·巴尔特曼 · 张俊威                         | （AUS） · 斯特凡·谢罗夫斯基 · 斯图尔特·雷赛德 · 斯图尔特·韦尔奇 · 詹姆斯·斯图尔特 · 杰夫·斯图尔特 · 博·汉森 · 迈克·麦凯 · 斯蒂芬·斯图尔特 · 迈克尔·图恩                                                      |
| 2008 北京 （詳細）       | 加拿大（CAN） · 凯文·莱特 · 本·拉特利奇 · 安德鲁·伯恩斯 · 杰克·韦策尔 · 马尔科姆·霍华德 · 多米尼克·塞特尔 · 亚当·克里克 · 凯尔·汉密尔顿 · 布赖恩·普赖斯                                       | 英国（GBR） · 亚历克斯·帕特里奇 · 汤姆·斯托拉德 · 汤姆·卢西 · 理查德·埃金顿 · 乔希·韦斯特 · 阿拉斯泰尔·希思科特 · 马特·兰格里奇 · 科林·史密斯 · 阿瑟·内瑟科特                                  | 美国（USA） · 博·胡普曼 · 马特·施诺布里希 · 迈卡·博伊德 · 怀亚特·艾伦 · 丹尼尔·沃尔什 · 史蒂文·科波拉 · 乔希·英曼 · 布赖恩·沃尔彭海因 · 马库斯·麦克尔亨尼                                                    |
| 2012 伦敦 （詳細）       | 德国（GER） · 菲利普·亚当斯基 · 安德烈亚斯·库夫纳 · 埃里克·约翰内森 · 马克西米利安·赖内尔特 · 里夏德·施密特 · 卢卡斯·米勒 · 弗洛里安·门尼根 · 克里斯托夫·维尔克 · 马丁·绍尔                   | 加拿大（CAN） · 加布里埃尔·伯根 · 道格拉斯·希西马 · 罗伯特·吉布森 · 康林·麦凯布 · 马尔科姆·霍华德 · 安德鲁·伯恩斯 · 杰里迈亚·布朗 · 威尔·克罗瑟斯 · 布赖恩·普赖斯                              | 英国（GBR） · 亚历克斯·帕特里奇 · 詹姆斯·福德 · 托马斯·马修·兰斯利 · 理查德·埃金顿 · 穆罕默德·斯比希 · 格雷格·瑟尔 · 马特·兰格里奇 · 康斯坦丁·洛洛迪斯 · 费伦·希尔                                           |
| 2016 里约热内卢 （詳細） | 英国（GBR） · 斯科特·杜兰特 · 托马斯·马修·兰斯利 · 安德鲁·特里格斯·霍奇 · 马特·戈特雷尔 · 皮特·里德 · 保罗·本内特 · 马特·兰格里奇 · 威尔·萨奇 · 费伦·希尔                                     | 德国（GER） · 马克西米利安·蒙斯基 · 马尔特·雅克希克 · 安德烈亚斯·库夫纳 · 埃里克·约翰内森 · 马克西米利安·赖内尔特 · 費利克斯·德拉霍塔 · 里夏德·施密特 · 汉内斯·奥奇克 · 马丁·绍尔              | 荷兰（NED） · 凱·亨德烈克斯 · 羅伯特·陸侃 · 波阿斯·梅林克 · 鮑德韋因·羅爾 · 奧利維爾·西赫拉爾 · 迪尔克·艾滕博哈德 · 梅希爾·弗斯勒斯 · 托内·维滕 · 彼得·維爾瑟姆                                              |
| 2020 东京 （詳細）       | 新西兰（NZL） · 汤姆·麦金托什 · 哈米什·邦德 · 汤姆·默里 · 迈克尔·布雷克 · 丹·威廉森 · 菲利普·威尔逊 · 肖恩·柯卡姆 · 马特·麦克唐纳 · 萨姆·博斯沃思（舵手）                                     | 德国（GER） · 约翰内斯·魏森费尔德 · 劳里茨·福勒特 · 奥拉夫·罗根扎克 · 托尔本·约翰内森 · 雅各布·施奈德 · 马尔特·雅克希克 · 里夏德·施密特 · 汉内斯·奥奇克 · 马丁·绍尔（舵手）                    | 英国（GBR） · 乔希·布加伊斯基 · 雅各布·道森 · 托马斯·乔治 · 穆罕默德·斯比希 · 查尔斯·埃尔威斯 · 奥利弗·温-格里菲思 · 詹姆斯·拉德金 · 托马斯·福特 · 亨利·菲尔德曼（舵手）                                     |
| 2024 巴黎 （詳細）       | 英国（GBR） · 摩根·博尔丁 · 肖尔托·卡内基 · 罗里·吉布斯 · 托马斯·福特 · 雅各布·道森 · 查尔斯·埃尔威斯 · 托马斯·迪格比 · 詹姆斯·拉德金 · 哈里·布赖特莫尔（舵手）                               | 荷兰（NED） · 拉尔夫·林克斯 · 奥拉夫·莫莱纳尔 · 桑德尔·德赫拉夫 · 鲁本·克纳布 · 赫特-扬·范多恩 · 雅各布·范德克尔霍夫 · 扬·范德拜 · 米克·马克尔 · 迪厄夫克·费特（舵手）                         | 美国（USA） · 亨利·霍林斯沃思 · 尼古拉斯·拉舍 · 克里斯蒂安·塔巴什 · 克拉克·迪安 · 克里斯托弗·卡尔森 · 彼得·查塔因 · 埃文·奥尔森 · 彼得·昆顿 · 里利·米尔恩（舵手）                                            |

## 过往项目

### 双人单桨（有舵手）
| 届数                     | 金牌                                                                                             | 银牌                                                                              | 铜牌                                                                        |
| 1900 巴黎 （詳細）       | 混合（ZZX） · 弗朗索瓦·勃兰特 · 鲁洛夫·克莱因 · 赫尔曼纳斯·布罗克曼（舵手；参加预赛） · 未知舵手 | 法国（FRA） · Lucien Martinet · René Waleff · 未知舵手                            | 法国（FRA） · Carlos Deltour · Antoine Védrenne · Raoul Paoli               |
| 1904–1912                | 未列入奥运项目                                                                                   | 未列入奥运项目                                                                    | 未列入奥运项目                                                              |
| 1920 安特卫普 （詳細）   | 意大利（ITA） · 埃尔科莱·奥尔杰尼 · 乔瓦尼·斯卡图林 · 圭多·德菲利普（舵手）                      | 法国（FRA） · Gabriel Poix · Maurice Monney-Bouton · Ernest Barberolle            | 瑞士（SUI） · Édouard Candeveau · Alfred Felber · Paul Piaget               |
| 1924 巴黎 （詳細）       | 瑞士（SUI） · 爱德华·康德沃 · 阿尔弗雷德·费尔伯 · 埃米尔·拉沙佩勒（舵手）                        | 意大利（ITA） · 埃尔科莱·奥尔杰尼 · 乔瓦尼·斯卡图林 · 吉诺·索普拉科尔代沃莱       | 美国（USA） · 利昂·巴特勒 · 哈罗德·威尔逊 · 爱德华·詹宁斯                   |
| 1928 阿姆斯特丹 （詳細） | 瑞士（SUI） · 汉斯·舍希林 · 卡尔·舍希林 · 汉斯·布尔坎（舵手）                                    | 法国（FRA） · 阿尔芒·马塞勒 · 爱德华·马塞勒 · 亨利·普雷奥                         | 比利时（BEL） · Léon Flament · François de Coninck · Georges Anthony        |
| 1932 洛杉矶 （詳細）     | 美国（USA）} · 约瑟夫·肖尔斯 · 查尔斯·基弗 · 爱德华·詹宁斯（舵手）                               | 波兰（POL） · Jerzy Braun · Janusz Ślązak · Jerzy Skolimowski                     | 法国（FRA） · Anselme Brusa · André Giriat · Pierre Brunet                  |
| 1936 柏林 （詳細）       | 德国（GER） · 格哈德·古斯特曼 · 赫伯特·亚当斯基 · 迪特尔·阿伦德（舵手）                          | 意大利（ITA）} · Almiro Bergamo · Guido Santin · Luciano Negrini                  | 法国（FRA） · Marceau Fourcade · Georges Tapie · Noël Vandernotte           |
| 1948 伦敦 （詳細）       | 丹麦（DEN） · 芬恩·彼泽森 · 塔格·亨里克森 · 卡尔-埃贝·安诺生（舵手）                             | 意大利（ITA） · Giovanni Steffè · Aldo Tarlao · Alberto Radi                      | 匈牙利（HUN） · Antal Szendey · Béla Zsitnik · Róbert Zimonyi               |
| 1952 赫尔辛基 （詳細）   | 法国（FRA）} · 雷蒙·萨勒 · 加斯东·梅西耶 · 贝尔纳·马利瓦尔（舵手）                               | 德国（GER）} · Heinz Manchen · Helmut Heinhold · Helmut Noll                      | 丹麦（DEN）} · Svend Petersen · Poul Svendsen · Jørgen Frantzen             |
| 1956 墨尔本 （詳細）     | 美国（USA） · 阿瑟·艾罗尔特 · 康恩·芬德利 · 库尔特·塞弗特（舵手）                                | 德国联队（EUA） · Karl-Heinrich von Groddeck · Horst Arndt · Rainer Borkowsky     | 苏联（URS） · Ihor Yemchuk · Heorhiy Zhylin · Vladimir Petrov               |
| 1960 罗马 （詳細）       | 德国联队（EUA） · 伯恩哈德·克努贝尔 · 海因茨·伦内贝格 · 克劳斯·策尔塔（舵手）                    | 苏联（URS） · Antanas Bagdonavičius · Zigmas Jukna · Igor Rudakov                 | 美国（USA） · Richard Draeger · Conn Findlay · Kent Mitchell                |
| 1964 东京 （詳細）       | 美国（USA） · 爱德华·费里、康恩·芬德利、肯特·米切尔（舵手）                                      | 法国（FRA） · Jacques Morel · Georges Morel · Jean-Claude Darouy                  | 荷兰（NED） · Jan Just Bos · Herman Rouwé · Erik Hartsuiker                 |
| 1968 墨西哥城 （詳細）   | 意大利（ITA） · 普里莫·巴兰 · 伦佐·桑博 · 布鲁诺·奇波拉（舵手）                                  | 荷兰（NED） · Herman Suselbeek · Hadriaan van Nes · Roderick Rijnders             | 丹麦（DEN） · Jørn Krab · Harry Jørgensen · Preben Krab                     |
| 1972 慕尼黑 （詳細）     | 东德（GDR） · 沃尔夫冈·贡克尔 · 约尔格·卢克 · 克劳斯-迪特尔·诺伊贝特（舵手）                     | 捷克斯洛伐克（TCH） · Oldřich Svojanovský · Pavel Svojanovský · Vladimír Petříček | 罗马尼亚（ROU） · Ştefan Tudor · Petre Ceapura · Ladislau Lovrenschi        |
| 1976 蒙特利尔 （詳細）   | 东德（GDR） · 哈拉尔德·耶尔林 · 弗里德里希-威廉·乌尔里希 · 格奥尔格·施波尔（舵手）               | 苏联（URS） · Dmitry Bekhterev · Yuri Shurkalov · Yuriy Lorentsson                | 捷克斯洛伐克（TCH） · Oldřich Svojanovský · Pavel Svojanovský · Ludvík Vébr |
| 1980 莫斯科 （詳細）     | 东德（GDR） · 哈拉尔德·耶尔林 · 弗里德里希-威廉·乌尔里希 · 格奥尔格·施波尔（舵手）               | 苏联（URS） · Viktor Pereverzev · Gennadi Kryuçkin · Aleksandr Lukyanov           | 南斯拉夫（YUG） · Duško Mrduljaš · Zlatko Celent · Josip Reić               |
| 1984 洛杉矶 （詳細）     | 意大利（ITA） · 卡尔米内·阿巴尼亚莱 · 朱塞佩·阿巴尼亚莱 · 朱塞佩·迪卡普阿（舵手）                | 罗马尼亚（ROU） · Dimitrie Popescu · Vasile Tomoiagă · Dumitru Răducanu           | 美国（USA） · Kevin Still · Robert Espeseth · Doug Herland                  |
| 1988 汉城 （詳細）       | 意大利（ITA） · 卡尔米内·阿巴尼亚莱 · 朱塞佩·阿巴尼亚莱 · 朱塞佩·迪卡普阿（舵手）                | 东德（GDR） · Mario Streit · Detlef Kirchhoff · René Rensch                       | 英国（GBR） · Patrick Sweeney · Andy Holmes · Steve Redgrave                |
| 1992 巴塞罗那 （詳細）   | 英国（GBR） · 格雷格·瑟尔 · 琼尼·瑟尔 · 加里·赫伯特（舵手）                                      | 意大利（ITA） · 卡尔米内·阿巴尼亚莱 · 朱塞佩·阿巴尼亚莱 · 朱塞佩·迪卡普阿         | 罗马尼亚（ROU） · 迪米特里耶·波佩斯库 · 杜米特鲁·勒杜卡努 · 尼古拉·察加     |

### 四人单桨有舵手, 内桨架
| 届数                     | 金牌                                                                                       | 银牌                                                                                               | 铜牌                                                                                                  |
| 1912 斯德哥尔摩 （詳細） | 丹麦（DEN） · 艾勒·阿勒特 · 约尔根·克里斯蒂安·汉森 · 卡尔·默勒 · 卡尔·彼泽森 · 波尔·哈特曼 | 瑞典（SWE） · 图勒·罗斯瓦尔 · 威廉·布鲁恩-默勒 · 康拉德·布伦克曼 · 赫尔曼·达尔贝克 · 莱奥·维尔肯斯 | 挪威（NOR） · 克劳斯·赫耶尔 · 雷达尔·霍尔特 · 马克斯·赫尔塞斯 · 弗里肖夫·奥尔斯塔 · 奥拉夫·比约恩斯塔 |

### 轻量级四人单桨
| 届数                     | 金牌                                                                               | 银牌                                                                                              | 铜牌                                                                                              |
| 1996 亚特兰大 （詳細）   | 丹麦（DEN） · 维克托·费泽森 · 尼尔斯·亨里克森 · 托马斯·波尔森 · 埃斯基尔·埃贝森    | 加拿大（CAN） · 布赖恩·皮克 · 杰弗里·莱 · 戴夫·博伊斯 · 加文·哈西特                               | 美国（USA） · 马克·施奈德 · Jeff Pfaendtner · 戴维·科林斯 · 威廉·卡卢奇                           |
| 2000 悉尼 （詳細）       | 法国（FRA） · 洛朗·波尔希耶 · 让-克里斯托夫·贝特 · 伊夫·奥克代 · 格扎维埃·多尔夫曼 | （AUS） · 西蒙·伯吉斯 · 安东尼·爱德华兹 · 达伦·巴姆福思 · 罗伯特·理查兹                           | 丹麦（DEN） · 瑟伦·马森 · 托马斯·埃伯特 · 埃斯基尔·埃贝森 · 维克托·费泽森                         |
| 2004 雅典 （詳細）       | 丹麦（DEN） · 托尔·克里斯滕森 · 托马斯·埃伯特 · 斯特凡·默尔维 · 埃斯基尔·埃贝森    | （AUS） · Glen Loftus · 安东尼·爱德华兹 · 本·丘尔顿 · 西蒙·伯吉斯                                 | 意大利（ITA） · 洛伦佐·贝尔蒂尼 · 卡泰洛·阿马兰特 · 萨尔瓦托雷·阿米特拉诺 · 布鲁诺·马什卡雷尼亚什 |
| 2008 北京 （詳細）       | 丹麦（DEN） · 托马斯· · 莫滕· · 马斯· · 埃斯基尔·                                  | 波兰（POL） · 武卡什·帕夫沃夫斯基 · 巴尔特沃梅伊·帕韦乌恰克 · 米沃什·贝尔纳塔伊蒂斯 · 帕韦乌·兰达 | 加拿大（CAN） · 伊恩·布兰贝尔 · 乔恩·比尔 · 迈克·刘易斯 · 利亚姆·帕森斯                           |
| 2012 伦敦 （詳細）       | 南非（RSA） · 詹姆斯·汤普森 · 马修·布里顿 · 约翰·史密斯 · 西兹维·恩德洛乌          | 英国（GBR） · Peter Chambers · 罗布·威廉斯 · 理查德·钱伯斯 · 克里斯·巴特利                        | 丹麦（DEN） · 卡斯珀·温特·约恩森 · 莫滕·约恩森 · 雅各布·巴索 · 埃斯基尔·埃贝森                    |
| 2016 里约热内卢 （詳細） | 瑞士（SUI） · 卢卡·特拉梅尔 · 西蒙·许尔希 · 西蒙·尼普曼 · 马里奥·居尔              | 丹麦（DEN） · 雅各布·巴索 · 雅各布·拉森 · 卡斯珀·温特·约恩森 · 莫滕·约恩森                        | 法国（FRA） · 弗兰克·索尔弗洛西 · 托马斯·巴若克 · 紀堯姆·雷諾 · 蒂博·科拉尔                       |